# Reinhard Selten
Reinhard Selten   (Breslau, 5 d'octubre de 1930 - Poznań, 23 d'agost de 2016) va ser un economista alemany guardonat amb el Premi Nobel d'Economia l'any 1994. Va ser també un destacat membre del moviment esperantista.

## Biografia
Va néixer el 5 d'octubre de 1930 a la ciutat de Breslau, situada en aquells moments a Alemanya però que avui en dia està situada a Polònia i rep el nom de Wrocław. Va estudiar matemàtiques i economia a la Universitat de Frankfurt, on es va graduar el 1957. L'any 1969 fou nomenat professor de la Universitat de Berkeley (Califòrnia, EUA) i el 1984 de la Universitat de Bonn i posteriorment en va ser professor emèrit.
Va aprendre esperanto de manera autodidacta amb 17 anys i va conèixer a la seva dona en una trobada esperantista. Va ser membre i cofundador de l'Acadèmia Internacional de les Ciències de San Marino. A les eleccions al Parlament Europeu del 2009 va ser el cap de llista de la secció alemanya del partit Europa Esperanto Democràcia i a les del 2014 va anar-hi en setè lloc.

## Recerca econòmica
Seguint el model de John Forbes Nash en la Teoria de jocs va ampliar-lo incorporant el concepte de què les estratègies evolucionen amb el temps. Interessat en la racionalitat limitada, pot ser considerat un dels pares de l'economia experimental.
L'any 1994 fou guardonat amb el Premi Nobel d'Economia, juntament amb Nash i John Harsanyi, per la seva anàlisi pionera d'equilibris en la teoria de jocs no cooperatius.

## Obra seleccionada
- 1970: Preispolitik der Mehrproduktenunternehmung in der statischen Theorie
- 1974: General Equilibrium with Price-Making Firms, amb Thomas Marschak
- 1988: A General Theory of Equilibrium Selection in Games, amb John C. Harsanyi
- 1988: Models of Strategic Rationality, Theory and Decision Library, Series C: Game Theory, Mathematical Programming and Operations Research
- 1995: Enkonduko en la Teorion de Lingvaj Ludoj – Ĉu mi lernu Esperanton, amb Jonathan Pool (en esperanto)
- 1999: Game Theory and Economic Behavior: Selected Essays, 2. volums